# Riszperidon
A riszperidon kémiailag benzizoxazol származék, ezért nem tagja az antipszichotikumok jelenlegi csoportjainak. A riszperidon egyedi tulajdonságokkal rendelkező szelektív monoaminerg antagonista.

## Hatása
Nagy affinitást mutat a szerotoninerg 5-HT2 és a dopaminerg D2-receptorokhoz. A riszperidon az alfa1-adrenerg receptorokon és kisebb affinitással a H1-hisztamin és alfa2-adrenerg receptorokon is kötődik. Nem rendelkezik affinitással a kolinerg receptorokkal szemben. Bár a riszperidon erős D2-antagonista és így a szkizofrénia pozitív tüneteit mérsékli, motoros aktivitáscsökkenést és katalepsziát kevésbé idéz elő, mint a klasszikus neuroleptikumok. Kiegyensúlyozott központi idegrendszeri szerotonin- és dopamin-antagonizmus révén csökken az extrapiramidális mellékhatások megjelenésének lehetősége, ugyanakkor terápiás hatása a skizofrénia negatív és affektív tüneteire is kiterjed. Kombinált receptorgátló hatással rendelkezik. A riszperidon elérhető tablettás, belsőleges oldat és intramuszkuláris (RISPERDAL CONSTA) retard szuszpenziós injekció formájában. A riszperidon felezési ideje 3 óra, a májban metabolizálódik 9-hidroxiriszperidonná (Paliperidon), melynek köszönhetően hatása 24 órán át fennmarad. A riszperidon 1 nap alatt beáll. A paliperidon 4-5 nap alatt éri el maximális terápiás hatását.[forrás?]

## Mellékhatások
A riszperidon káros hatásainak listája:
Megjegyzés: A káros hatások mellett feltüntetett százalékok a DrugPoint szerinti előfordulást jelölik.

### Gyakori (≥1%)
- Kiütés (szájon át felnőtteknél, 1-4%; gyermekeknél akár 11%, intramuszkuláris injekció esetén kevesebb, mint 4%)
- Hyperprolactinaemia (risperidon talán a leghírhedtebb antipszichotikum ami hyperprolactinaemiát okoz a D2 receptorok blokkolásán keresztül)[4] (szájon át felnőtteknél kevesebb, mint 1%; gyerekeknél, 49-87%; intramuszkuláris injekció esetén kevesebb, mint 4%)
- Súlygyarapodás (kevésbé okoz súlygyarapodást, mint a klozapin, az olanzapin és a zotepin, körülbelül ugyanannyi súlygyarapodást okoz, mint a kvetiapin és több súlygyarapodást okoz, mint az amiszulprid, az aripiprazol, a lurasidone, az azenapin és a ziprasidone)[4] (szájon át felnőtteknél 8,7-20,9%; gyermekeknél, 14-32,6%; intramuszkuláris injekció esetén felnőtteknél 8-10%)
- Seborrhea
- Székrekedés (szájon át 8-21%; intramuszkuláris injekció esetén 5-7%)
- Hasmenés (szájon át 1-8%; intramuszkuláris injekció esetén kevesebb, mint 4%)
- Erős nyálfolyás (szájon át 1-10%; intramuszkuláris injekció esetén 1-4%)
- Fokozott étvágy (szájon át felnőtteknél, több mint 5%; gyermekeknél, 4- 47%; intramuszkuláris injekció esetén 4%)
- Emésztési zavar (szájon át 2-10%; intramuszkuláris injekció esetén 6%)
- Émelygés (szájon át, 4-16%; intramuszkuláris injekció esetén 3-4%)
- Hányás (szájon át 10-25%; intramuszkuláris injekció esetén kevesebb, mint 4%)
- Felső hasi fájdalom (szájon át felnőtteknél több mint 5%; gyermekeknél, 13-16%)
- Xerostomia (szájon át 4-15%; intramuszkuláris injekció esetén legfeljebb 7%)
- Akathisia (szájon át akár 10%; intramuszkuláris injekció esetén 4-11%)
- Szédülés (szájon át 4-16%; intramuszkuláris injekció esetén 3-11%)
- Légzési zavarok
- Gyengeség
- Agitáció
- Vizelettartási nehézség
- Ízületi fájdalom
- Izomfájás
- Orrvérzés
- Aluszékonyság (szájon át felnőtteknél 3-6%; gyermekeknél 8-29%)
- Alvászavarok
- Dózis-függő extrapiramidális mellékhatások például disztónia (szájon át felnőtteknél, 3-5%, gyermekeknél, 2-6%; intramuszkuláris injekció esetén felnőtteknél, kevesebb, mint 4%), remegés (szájon át 2-12%; intramuszkuláris injekció esetén 3-24%) és Parkinsonizmus (szájon át 6-28%; intramuszkuláris injekció esetén 8-15%)
- Homályos látás (szájon át 1-7%; intramuszkuláris injekció esetén 2-3%)
- Szorongás (szájon át akár 16%; intramuszkuláris injekció esetén kevesebb, mint 4%)
- Köhögés (szájon át felnőttekn;l, 2%; gyermekekn;l 24%; intramuszkuláris injekció esetén 2-4%)
- Orrdugulás (szájon át felnőtteknél, 4-6%; gyermekeknél 13%)
- Nasopharyngitis (szájon át felnőtteknél 3-4%; gyermekeknél 21%)
- Fájdalom a torokban (szájon át felnőtteknél több mint 5%; gyermekeknél 3-10%)
- Felső légúti fertőzések (szájon át 2-8%; intramuszkuláris injekció esetén 2% és 6%)
- Kimerültség (szájon át felnőtteknél 1-3%, gyermekeknél 18-42%; intramuszkuláris injekció esetén 3-9%)
- Általános fájdalom (intramuszkuláris injekció esetén 1-4%)
- Gynecomastia[5]
- Galaktorrea[6]
- Retrográd ejakuláció

### Ritka
- Megnyúlt QT
- Hirtelen szívhalál
- Ájulás (szájon át legfeljebb 1%; intramuszkuláris injekció esetén legfeljebb 2%)
- Diabéteszes ketoacidózis
- Hypothermia
- Hasnyálmirigy-gyulladás
- Agranulocitózis
- Neutropénia
- Leukopénia
- Trombocitopénia
- Trombotikus trombocitopéniás purpura
- Stroke (szájon át 5%-nál kevesebb; intramuszkuláris injekció esetén kevesebb, mint 4%)
- Görcsroham (szájon át 0,3%; intramuszkuláris injekció esetén 0,3%)
- Tardív diszkinézia (szájon át 5%-nál kevesebb; intramuszkuláris injekció esetén kevesebb, mint 4%)
- Priapizmus
- Tüdőembólia
- Neuroleptikus malignus szindróma (szájon át felnőtteknél kevesebb, mint 1%; gyerekeknél kevesebb, mint 5%)
- Étvágytalanság
- Hipesztézia
- Koncentrálóképesség zavara
- Szexuális diszfunkció
- Angioödéma
- Bélelzáródás
- Ödéma
- Hiponatrémia

## Fordítás
- Ez a szócikk részben vagy egészben  a   Risperidone című angol Wikipédia-szócikk fordításán alapul.  Az eredeti cikk szerkesztőit annak laptörténete sorolja fel. Ez a jelzés csupán a megfogalmazás eredetét és a szerzői jogokat jelzi, nem szolgál a cikkben szereplő információk forrásmegjelöléseként.